# 科林斯 (伊利諾伊州)
科林斯（英語：Corinth）是位於美國伊利諾伊州威廉森縣的一個非建制地區。該地的面積和人口皆未知。

## 地理
科林斯的座標為37°49′08″N 88°46′35″W / 37.81889°N 88.77639°W，而該地的平均海拔高度為158米（即518英尺）。